# Ґілякаджан
Ґілякаджан (перс. گيلاكجان) — село в Ірані, у дегестані Реза-Махале, в Центральному бахші, шагрестані Рудсар остану Ґілян. За даними перепису 2006 року, його населення становило 720 осіб, що проживали у складі 226 сімей.

## Клімат
Середня річна температура становить 15,24°C, середня максимальна – 29,06°C, а середня мінімальна – 1,45°C. Середня річна кількість опадів – 1117 мм.
| Клімат поселення                              | Клімат поселення | Клімат поселення | Клімат поселення | Клімат поселення | Клімат поселення | Клімат поселення | Клімат поселення | Клімат поселення | Клімат поселення | Клімат поселення | Клімат поселення | Клімат поселення | Клімат поселення |
| Показник                                      | Січ.             | Лют.             | Бер.             | Квіт.            | Трав.            | Черв.            | Лип.             | Серп.            | Вер.             | Жовт.            | Лист.            | Груд.            |                  |
| Середній максимум, °C                         | 10,34            | 10,39            | 12,55            | 17,91            | 22,08            | 26,27            | 29,06            | 28,88            | 26,01            | 21,72            | 17,14            | 12,92            |                  |
| Середня температура, °C                       | 5,90             | 5,95             | 8,10             | 13,46            | 17,63            | 21,84            | 24,80            | 24,60            | 21,76            | 17,41            | 12,87            | 8,62             |                  |
| Середній мінімум, °C                          | 1,45             | 1,49             | 3,65             | 9,01             | 13,18            | 17,39            | 20,50            | 20,31            | 17,47            | 13,15            | 8,60             | 4,35             |                  |
| Норма опадів, мм                              | 96               | 83               | 80               | 42               | 44               | 36               | 33               | 58               | 136              | 224              | 161              | 124              |                  |
| Середньомісячна швидкість вітру, м/с          | 2.40             | 2.50             | 2.50             | 2.40             | 2.46             | 2.68             | 2.60             | 2.39             | 2.24             | 2.02             | 2.10             | 2.30             |                  |
| Середньомісячна сонячна радіація, кДж/м²·день | 7175             | 9212             | 11177            | 15287            | 19618            | 21334            | 21847            | 18570            | 15059            | 10860            | 8703             | 6815             |                  |
| --------------------------------------------- | ---------------- | ---------------- | ---------------- | ---------------- | ---------------- | ---------------- | ---------------- | ---------------- | ---------------- | ---------------- | ---------------- | ---------------- | ---------------- |
| Джерело:                                      |                  |                  |                  |                  |                  |                  |                  |                  |                  |                  |                  |                  |                  |